# رئا میلز (تگزاس)
رئا میلز (به انگلیسی: Rhea Mills) یک منطقهٔ مسکونی در ایالات متحده آمریکا است که در شهرستان کالین، تگزاس واقع شده‌است. رئا میلز ۴۷ نفر جمعیت دارد و ۲۲۲٫۵ متر بالاتر از سطح دریا قرار دارد.